# Capella Concertante

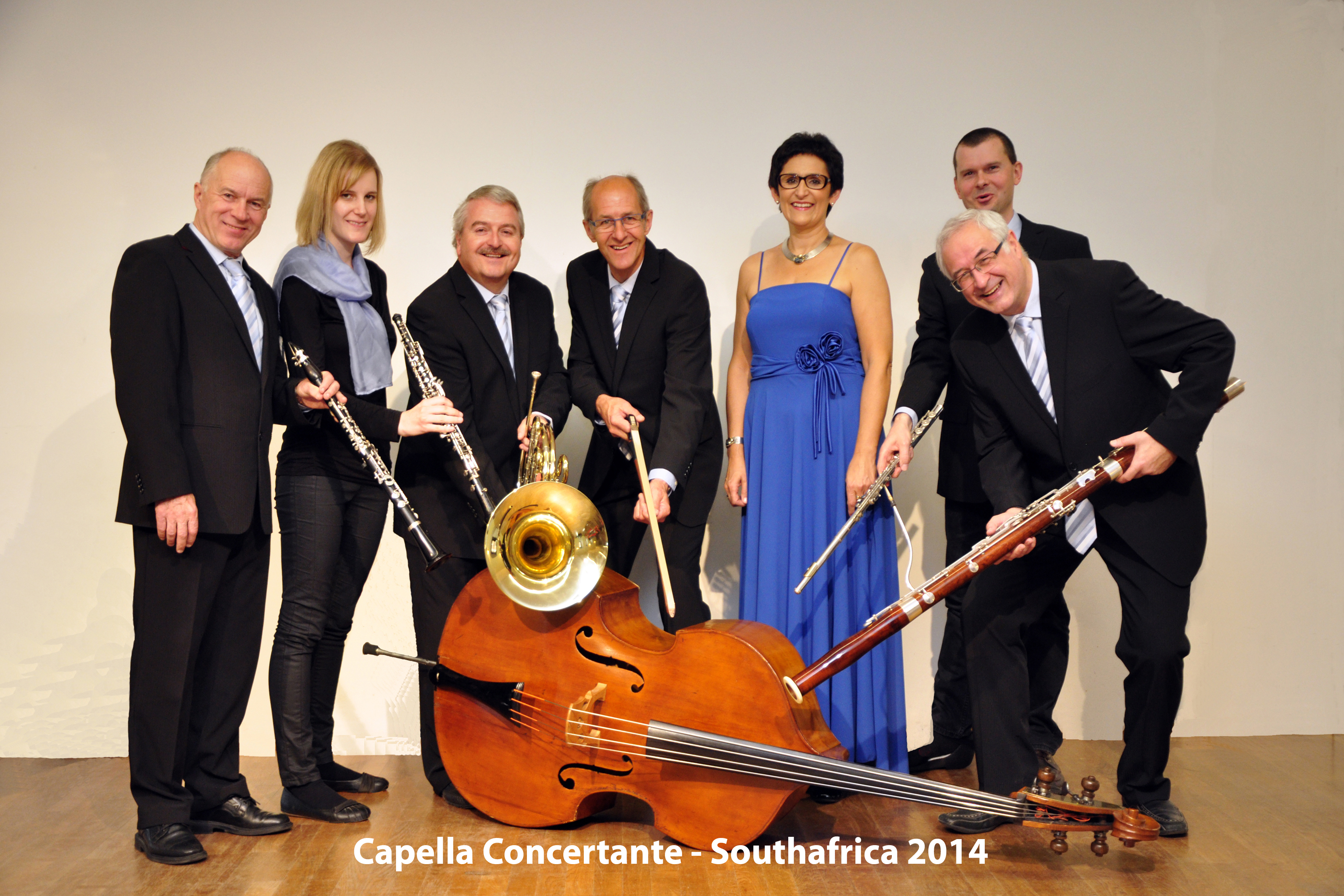
Capella Concertante (2014)

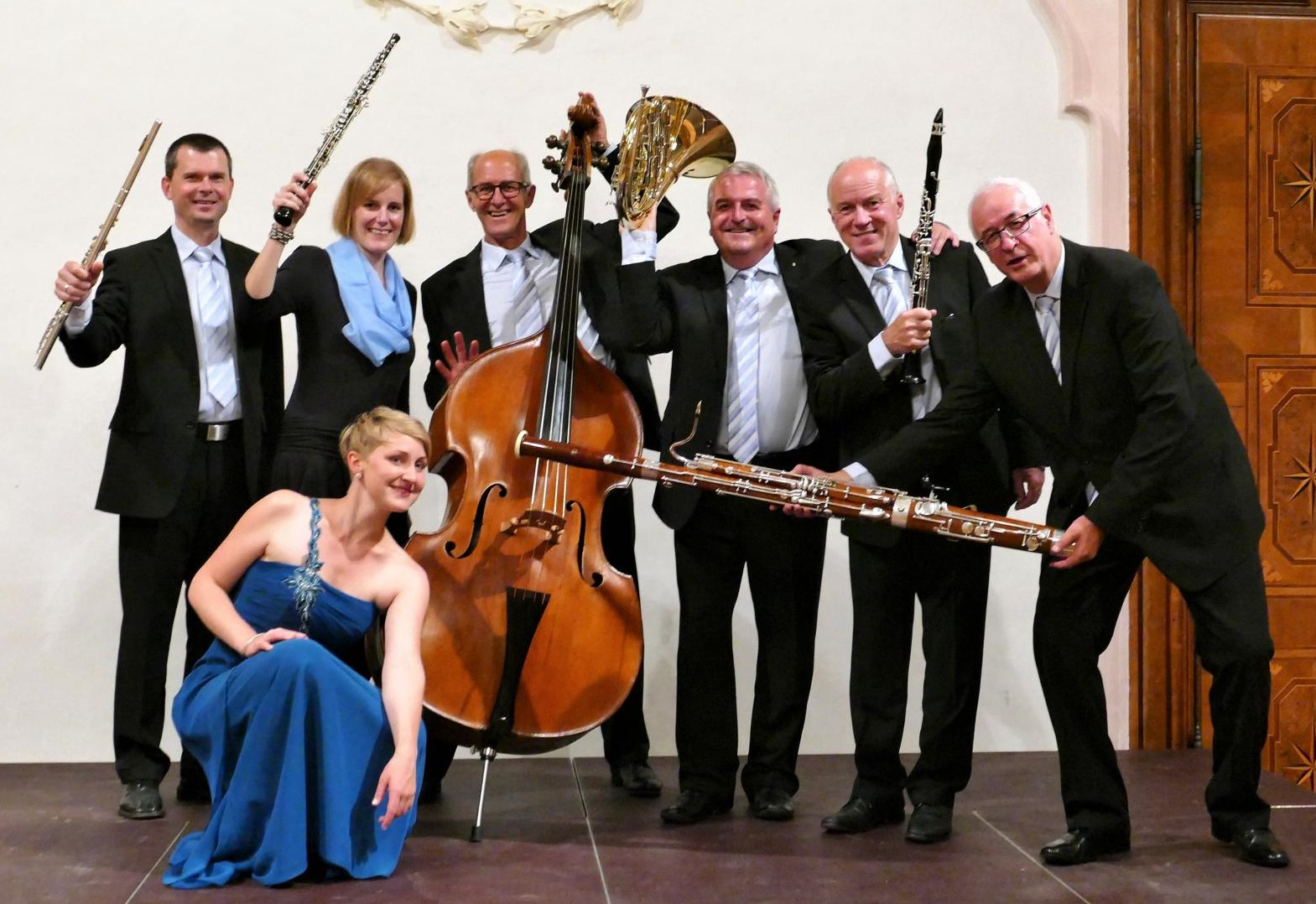
Capella Concertante 2018

Das Ensemble Capella Concertante ist ein klassisches Bläserquintett aus Österreich. Alle beteiligten Musiker sind Lehrkräfte beim Oberösterreichischen Landesmusikschulwerk.

## Geschichte
Das Ensemble wurde 1985 in Freistadt gegründet.
Gründungsmitglieder waren Mathias Kreischer (Direktor der Landesmusikschule Freistadt bis Aug 2015 ) und Markus Presenhuber (Direktor der LMS Haslach bis Februar 2024). Die ursprüngliche Formation bestand aus der klassischen Harmoniemusikbesetzung mit zwei Oboen, zwei Klarinetten, zwei Hörnern und zwei Fagotten. Aus diesem klassischen Oktett entstand im selben Jahr eine Quintettbesetzung mit den Instrumenten Flöte, Oboe, Klarinette, Horn und Fagott. Die Ensemblemitglieder waren: Wolfgang Deutsch – Flöte, Gerhard Spreitzer – Oboe, Mathias Kreischer – Klarinette, Johannes Konrad – Horn, Markus Presenhuber – Fagott.
Anstelle von Johannes Konrad ist Hubert Ecklbauer (Direktor der Landesmusikschule Stadl-Paura) als Hornist seit 1993 im Ensemble dabei. Wolfgang Deutsch beendete im Jahr 2002 die Mitgliedschaft. Seine Position an der Flöte übernahm Clemens Umbauer, ebenfalls Lehrer am OÖ. Landesmusikschulwerk. 2011 schied Gerhard Spreitzer aus dem Ensemble aus. Seit 2012 wirkt die Oboistin Magdalena Furtmüller im Ensemble mit. Ab 2006 wurde je nach Programm ein Kontrabass zur Besetzung hinzugenommen.
Dies war bei der Harmoniemusikbesetzung eine gängige Vorgangsweise zur klanglichen Gestaltung der Tiefe. Peter Harringer verstärkte ab 2006 das Ensemble am Kontrabass. Seit 2010 wird dieser Part von Anton Neulinger (bis Aug 2016 Lehrer am OÖ. Landesmusikschulwerk) übernommen. Immer wieder setzt das Ensemble musikalische Schwerpunkte mit Solisten (Klavier, Saxophon, Harfe, Vokal).
Seit Herbst 2017 erweitert sich das Ensemble bei Bedarf zu einem „Mini Salonorchester“ mit dem Namen Capella Salonisti. Dazu wurde die Besetzung mit einem Streichquartett (2 Violinen, Viola, Violoncello) ergänzt und ergeben sich somit neue und klanglich interessante Aspekte und musikalische Möglichkeiten.

## Aktivitäten
Konzertreisen führten das Ensemble nach Namibia (1993, 2010), Brasilien und Chile (1995), Ungarn (1996), Südtirol (1997), Belgien (1998), Griechenland (2007), Spanien (2011), Südafrika (2010, 2012, 2014, 2016) sowie Argentinien und Bolivien (2018). Neben einem Konzert in Buenos Aires wurde in Kooperation mit dem Straßenkinderprojekt Alalay in La Paz (Bolivien) ein Benefizkonzert für diese Institution durchgeführt. Weitere Konzerte fanden in Cochabamba und Santa Cruz statt. (Kooperation mit Goethe-Institut)
Capella Concertante suchte bei diesen Reisen immer wieder die Zusammenarbeit mit regionalen Musikern. Weiters erfolgten Kooperationen mit Musikschulen in Bekeszcaba (Ungarn), La Serena (Chile) und Kapstadt. Bei dieser Zusammenarbeit wurden Schüler oder Studenten vor Ort von den Ensemblemitgliedern unterrichtet. 1997 wurde in Zusammenarbeit mit dem Studio Weinberg die CD „Auslese“ produziert.
Am 31. Dezember 2015 fand im Salzhof Freistadt ein Silvesterkonzert zum 30-jährigen Bestandsjubiläum des Ensembles statt.
Besondere Auftritte waren auch ein Konzert im Offenen Haus Oberwart Burgenland mit Werken oberösterreichischer zeitgenössischer Komponisten in Zusammenarbeit mit Wolfgang Kubizek (1996) und ein Auftritt beim internationalen Kammermusikfestival„ALLEGRO VIVO“ 1998 auf Burg Rappottenstein. Ein weiterer Höhepunkt war die Aufführung der Europakantate für Oktett und Chor von Gunter Waldek in Brüssel anlässlich des Österreichischen EU-Vorsitzes (1998).